# نمودار مفهومی

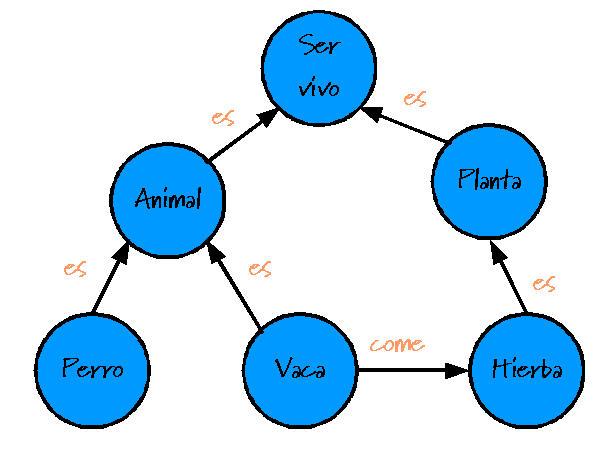
یک نمودار مفهومی ساده که ارتباط بین مفاهیم را نشان می دهد

نمودار مفهومی یا به همان شکل که مصطلح است (انگلیسی: Concept map) نقشه مفهومی، نوعی نمودار است که روابط پیشنهادی بین مفاهیم را نشان می‌دهد. نمودارهای مفهومی، ابزاری گرافیکی می‌باشند، که طراحان سیستم، مهندسان، نویسندگان فنی و سایرین، برای ساماندهی و تولید دانش، به کار می‌برند. یک نقشه مفهومی به‌طور معمول ایده‌ها و اطلاعات را در قالب جعبه‌ها یا حلقه‌هایی نشان می‌دهد، که از طریق فلش‌های علامت‌گذاری‌شده در ساختاری سلسله مراتبی، به شاخه‌های پایین‌تر مرتبط می‌شوند. نقشه های مفهومی که اولین بار توسط نواک معرفی شد کاربردهای مختلفی در یادگیری، آموزش، ارزشیابی و برنامه ریزی دارند.